# Шенкель, Виктор Иванович
Виктор Иванович Шенкель — сотрудник Министерства внутренних дел Российской Федерации, майор полиции, участник антитеррористических операций в период Второй чеченской войны, погиб при исполнении служебных обязанностей, кавалер ордена Мужества (посмертно).

## Биография
Виктор Иванович Шенкель родился в 1973 году в селе Бобково Рубцовского района Алтайского края. Окончил среднюю школу в родном селе. В 1992—1994 годах проходил срочную службу в рядах Вооружённых Сил Российской Федерации. Демобилизовавшись, в декабре 1994 года Шенкель поступил на службу в органы Министерства внутренних дел Российской Федерации. Первые годы служил в патрульно-постовой службе милиции. С 2003 года — на службе в Специальном отряде быстрого реагирования криминальной милиции Главного управления внутренних дел по Алтайскому краю.
В общей сложности Шенкель шесть раз командировался в зону проведения контртеррористической операции на Северном Кавказе, принимал активное участие в ликвидации незаконных вооружённых формирований сепаратистов. Многократно удостаивался благодарностей и поощрений от командования.
Трагически погиб во время шестой по счёту командировки на Северный Кавказ. 28 августа 2012 года Шенкель и ещё четверо его сослуживцев были убиты сержантом контрактной службы Р. Алиевым, который в свою очередь был уничтожен ответным огнём коллег погибших. Происшествие случилось в пункте дислокации Алтайского СОБРа в посёлке Белиджи Дербентского района Республики Дагестан.
Похоронен на городском кладбище города Рубцовска Алтайского края.
Был награждён ведомственными медалями: «За отличие в службе» 2-й и 3-й степеней, «За воинскую доблесть», «За боевое содружество», а также знаками отличия.

## Память
- В честь Шенкеля назван переулок в городе Рубцовске Алтайского края[4].
- Мемориальная доска в память о Шенкеле установлена на зданиях художественной школы Рубцовска и Бобковской средней школы.[4].